# Accidente acuático

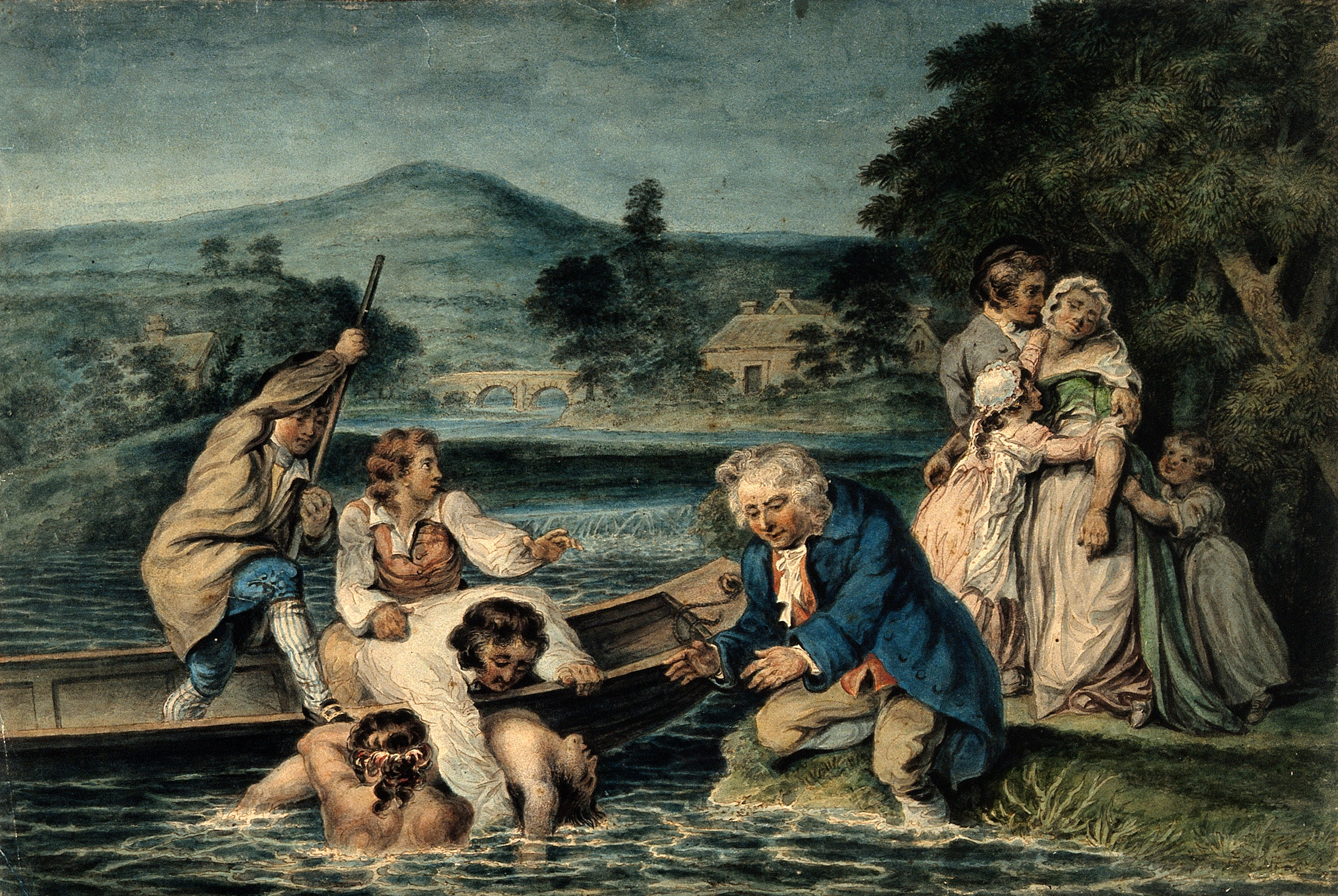
«Joven ahogado», pintura de Robert Smirke.

Un accidente acuático ocurre en un cuerpo de agua que no sea el mar u océano (éste sería un accidente marítimo). Se compone de incidentes como las caídas o ser arrastrado por la corriente, los accidentes náuticos y en su forma más grave; los ahogamientos no deliberados y naufragios.

## Suceso

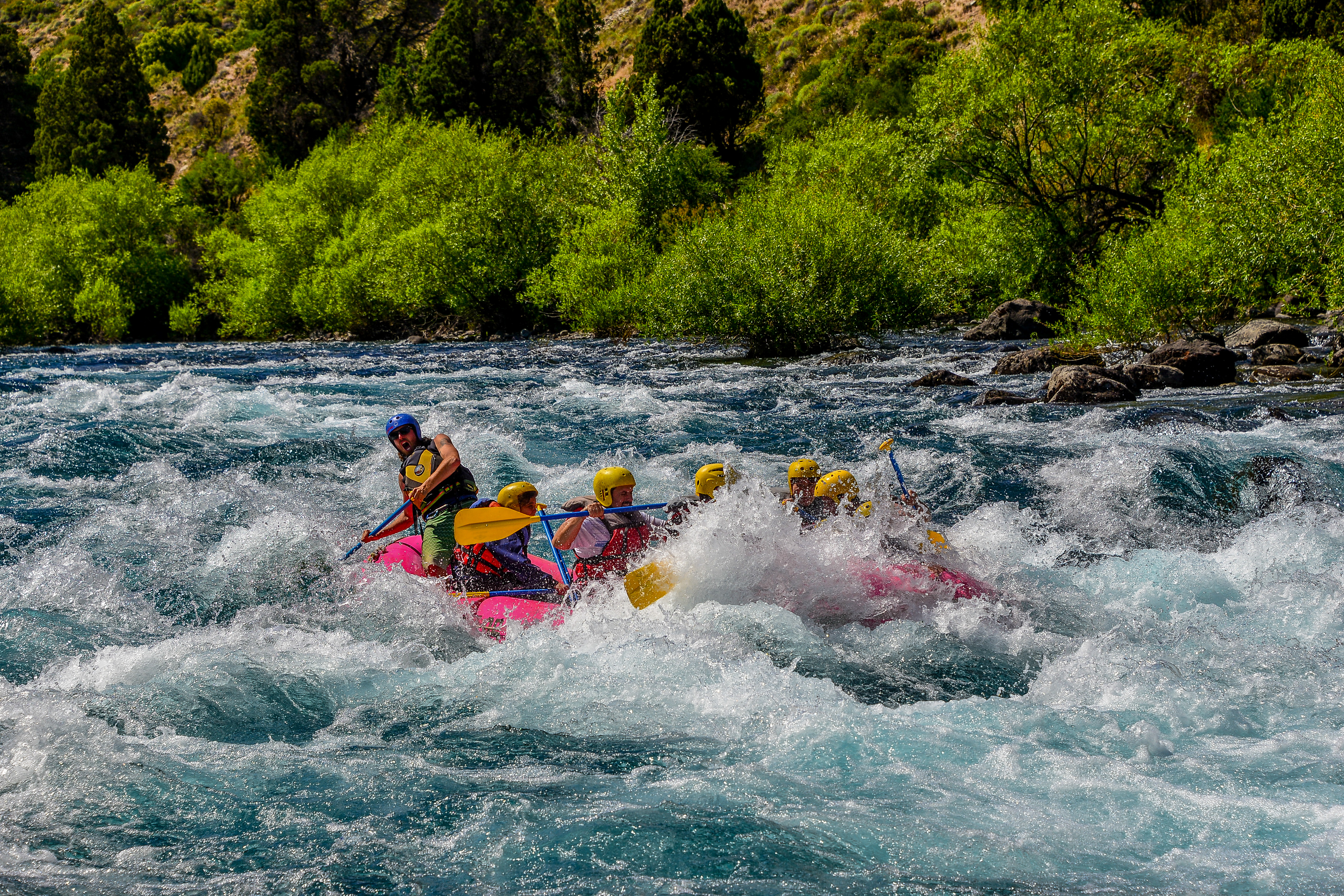
El rafting es el deporte más mortal en agua dulce.

Los accidentes acuáticos a menudo ocurren durante el ocio, mientras se nada, se pesca y en menor medida en los deportes acuáticos. Pero la mayoría de veces acontecen inevitablemente, como las caídas en canales, lagos o ríos.
Generalmente tienden a aumentar durante los meses más cálidos (especialmente el verano), cuando hay más oportunidades de entrar en contacto con el agua.
Debido a la pandemia de COVID-19, muchas playas fueron cerradas por las políticas de cuarentena y los accidentes en áreas donde se prohibió nadar; aumentaron en los lagos y ríos.

### Rafting
El descenso de ríos es un deporte que consiste en navegar por un río sobre una balsa, siendo la embarcación arrastrada por la corriente y sorteando obstáculos como rocas y troncos. Aunque se toman medidas de seguridad, es un deporte extremo y por tanto el riesgo de morir es alto.
En julio de 2003 una mujer española de 22 años murió en el río Noguera Pallaresa, al caer de la balsa y quedar atrapada bajo un tronco.
En junio de 2020 padre e hijo latinos se ahogaron en el río Arkansas, al volcarse la balsa de rafting y ser atrapados por la cuerda que los sostenía a ella.

## Causas y prevención

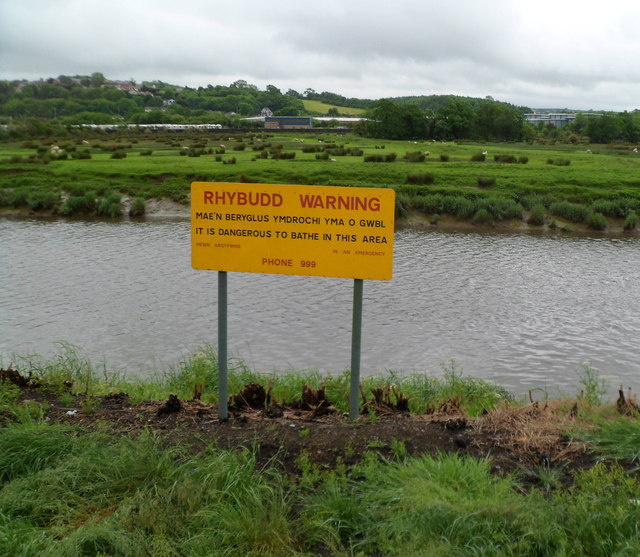
Cartel en galés advirtiendo de nadar en un peligroso río, Llangunnor; Carmarthenshire.

Se considera que la corriente fluvial fuerte, estar con ropa durante el accidente, la vegetación submarina o no saber nadar, son las causas directas de un resultado mortal. Practicar natación y disponer de salvavidas en lugares de ocio, reducen las probabilidades de ahogarse.
Normalmente para prevenir los accidentes, hay carteles que advierten el peligro, zonas cerradas y vigilancia. Existen estudios que demuestran un índice alto de ahogamientos en aquellos, justamente causados por la invasión del lugar y omitir las advertencias.

## Rescate y búsqueda
La Protección civil y ciertos agentes de policía, se entrenan para el salvamento acuático y en lugares de ocio existe la figura del socorrista. La Guardia costera es especialista en búsqueda y rescate, pero generalmente en agua dulce se limitan al estuario; pues su zona de acción es el mar.
En el peor de los casos, la Protección civil o la policía (dependiendo del país) realiza la búsqueda de desaparecidos y el rescate de cadáveres ahogados.

## Casos famosos

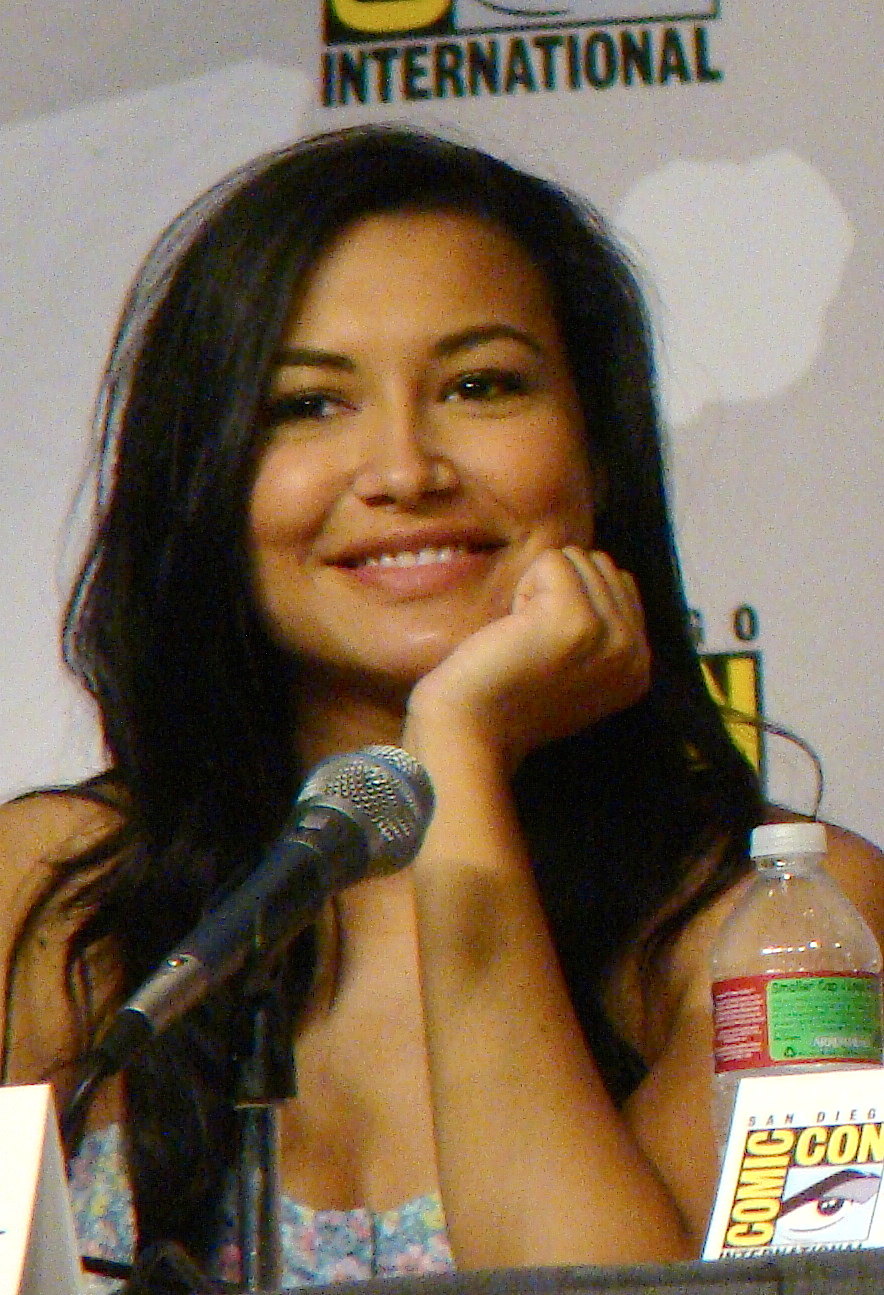
La actriz Naya Rivera pereció en un accidente acuático.

El 27 de abril de 1865 se hundió el SS Sultana en el río Misisipi y 1.800 personas fallecieron.
Una colisión de embarcaciones, entre el Ciudad de Buenos Aires y el carguero Mormacsurf, sucedió en el río Uruguay el 27 de agosto de 1957 y casi un centenar de personas murieron.
La noche del 29 de mayo de 1997, el cantante estadounidense Jeff Buckley se metió a nadar en el río Wolf con ropa y fue arrastrado por la corriente. Su cuerpo fue encontrado cinco días más tarde, tenía 30 años.
En julio de 2017 Naya Rivera se encontraba navegando junto a su hijo de 4 años por el Lago Piru, cuando ambos cayeron al agua. La actriz logró rescatar a su hijo y devolverlo al bote, pero ella murió a los 33 años.